# 莱昂纳多·皮斯库利奇
莱昂纳多·尼古拉斯·皮斯库利奇（Leonardo Nicolás Pisculichi，1984年1月18日—），是阿根廷的職業足球員，司職中場，目前效力中超球队山东鲁能泰山。
他亦擁有克羅地亞血統。

## 生涯
他出道於小阿根廷人，首場比賽為2002年2月20日對哥杜巴，2006年1月4日，他轉投馬略卡，他在首5場比賽射入3球，其中在2月26日對皇家馬德里射入12碼，助球隊以2:1取勝。
2006年11月30日，他以360万歐元轉投卡塔尔足球甲级联赛球队阿拉比。2012年7月加盟中超球会山东鲁能泰山。

## 荣誉

### 俱乐部

#### 河床
- 南美杯: 2014
- 南美优胜者杯: 2015
- 南美解放者杯: 2015

## 連結
- Argentine League statistics （西班牙文）
- BDFutbol profile （页面存档备份，存于）